# 心実
心実（しんじつ）とは、漢方医学で言う循環器系や精神活動など全般の機能亢進によりおこる症状を言う。

## 概要
漢方医学では六臓のうち心は五行思想で言う火を司る機能を指し、六腑で言えば小腸、五官で言えば舌、五体で言えば血脈に相当するため心の機能の亢進は（西欧医学で言う心臓の機能障害とは異なる）よく笑う、熱っぽい、ノイローゼなどがあらわれるとされる。漢方医学では
対処としては
鍼灸においては五行や東洋医学の治療方針の関係から五行では自経が実すれば、その子を瀉すとされており、この場合、火の気である心が実すれば土の気である子の脾を瀉せとされており、心経の神門穴、脾経の太白穴が用いられる。